# OK K.O.!
《OK K.O.英雄讚》（英語：OK K.O.! Let's Be Heroes）是卡通頻道旗下，由伊恩·瓊斯-誇泰（Ian Jones-Quartey）創作的超級英雄喜劇動畫。該系列於2016年2月4日在卡通頻道的YouTube頻道上首播。
2017年3月9日卡通頻道正式宣佈推出其動畫系列，片头曲故事板由Studio Trigger的聯合創始人日本藝術家今石洋之绘制。
該作品於 2018年1月27日台灣卡通頻道首播。

## 故事簡介
未來201X年在稱為角色扮演遊戲世界的虛擬世界中，主角K.O.與他最好的朋友兼同事阿肌以及帥妮在英雄商店「嘎樂福」的工作，同時為了成為世界上最偉大英雄而努力。

## 主要角色
K.O.
配音： Stephanie Nadolny ﹙第四、五、六和十三集﹚, Courtenay Taylor
英雄等級：0（"You're In Control"中升級為1級，"Dendy's Power"中升級為3級，"Dark Plaza"中升級為4級，"Let's Fight to the End"中升級為99級）
全名Knock-Out "Kaio-K.O." Kincaid。
故事主角，年約六至十一歲，
衣著有點像七、八十年代的動作遊戲主角，在嘎Sir經營的英雄商店「嘎樂福」中工作，母親為葳柔。
喜歡收集英雄卡（Pow Cards）。
和T.K.O.和解後能使用其一部份能力。
帥妮（Enid）
配音： Mena Suvari , Ashly Burch
英雄等級：3("Dark Plaza"中升級為5級)
全名E.N.I.D. "Fireball-Enid" Mettle。紫色頭髮的人類女生，於英雄供應店英雄商店擔任收銀員。平時使用忍術戰鬥，聲稱自己父母是偉大的忍者。其實父母是狼人和吸血鬼，而本身實際則是女巫。
"Point to the Plaza"中被邀請加入威猛局。
阿肌里斯（Rad X.）
配音： Ian Jones-Quartey, Sterling Jarvis（"Rad Likes Robots"中主唱）
英雄等級： 2("Dark Plaza"中升級為4級)
全名Radicles "Rad X." Xinoa。於英雄供應店英雄商店工作，專門負上貨的藍色外星人，能力是令物件懸浮。
嘎Sir（Mister Eugene Gar）
配音： David Herman
英雄等級： 11
全名Eugene "El-Bow Gar" Garcia。體型强健的中年男性天使桶人，英雄供應店英雄商店「嘎樂福」的老闆，一直暗戀K.O.母親葳柔。
在"Legends of Mr. Gar," 中透露他們所在的商場其實是一個小機器人，變成商場是為了能幫助像格先生的其他英雄。
曾經與葳柔為英雄團隊威猛局的成員。因為一次行動中只顧向葳柔送出三明治沒做好支援導致雷射砲喪生而一直非常內疚。
"Point to the Plaza"跟過去威猛局的成員相處不愉快，原因並未提及。
葳柔（Carol）
配音： Kate Flannery
英雄等級： 11
全名Carol "Silver Sparko-Spark" Kincaid。盒頭製造的機器人母親的K.O.，健身中心Fitness Dojo的老闆。
曾經與格先生為英雄團隊威猛局的成員，當時名字為銀燿。
在S01E40最後面在與不明人士連繫時透露雷射砲可能還存在。
嬌娃（Dendy）
配音： Melissa Fahn
英雄等級： 2("Dark Plaza"中升級為3級)
穿黃色連身衣背著電腦機器人（Hack-Pack）背包的河童女生，上課座位在K.O.後面。能使用Virtual Human Hack-pack操控和改造現實物件，有自己的實驗室，是個小科學家。
因為是河童的關係導致不能評定英雄等級。
第一季第八集"I Am Dendy"登場，發現很多對日常人很糟糕的狀況對K.O.都沒影響而開始觀察。
跟K.O.一樣也很喜歡收集戰力卡。
"Dendy's Power"中透露有彈跳能力，而Hack-Pack操控則屬於科學裝備。
T.K.O.（Turbo K.O.／T.K.O.）
配音： Courtenay Taylor
英雄等級：-0（"You're In Control"中升級為-1級，"Dendy's Power"中升級為-3級，"Dark Plaza"中升級為-4級，"Let's Fight to the End"中升級為-99級）
全名Blacky "Turbo K.O.-T.K.O." Figure。K.O.的黑暗面，戰力極強。
盒頭勳爵的爺爺，Diacnik教授，和影子利用K.O.負面思想和影子血而誕生的機器人杀毒野獸，在故事中是個較複雜的角色，不能將其認定為反派或正派，是劇情發展的關鍵人物。
以K.O.開朗、樂觀為比較，T.K.O.則較為厭世、黑暗，類似青春期叛逆的少年,在"T.K.O.'s House"裡,可以看得出來他很喜歡搖滾這類的東西。
在"Carl"中，T.K.O.重新出現接管了K.O.的身體並把K.O.放逐到潛意識以對抗毒液教授，但最後跟影子毒液结盟了。

## 反派角色
邪門博士（Lord OK M. Boxman）
配音： Jim Cummings
英雄等級： -10
全名M. John "Lad Boxman" Kincaid-Diacnik, Esq.。主要反派，英雄商店英雄商店對面盒頭區的機器人工廠老闆。時常派他的機器人攻擊廣場，在第一季结尾被打上太陽。
香穠（Sheriff S.H.A.N.N.O.N. "Shannon" Mk. 1）
配音：Kari Wahlgren
英雄等級: -3
全名S.H.A.N.N.O.N. "Shannon Diacnik" Mk. 1。一個全身橙色的女性青少年人模型S.H.A.N.N.O.N.邪門博士的機器人女兒。
最初代替達雷爾偽裝哄騙 K.O.說闖進邪門工廠打敗邪門博士可以讓阿肌和帥妮感到驕傲。
"Rad Likes Robots"中因為被閃電打中而和阿肌相戀。被閃電打中後眼睛由紅色轉為紫紅色
身體可變為網子,雙手可變為圓鋸和錘子，待增
大目（Sheriff D.A.R.R.E.L.L. "Darrell" Mk. 1）
配音：Ian Jones-Quartey
英雄等級: -4
全名D.A.R.R.E.L.L. K4-800M "Graffiti Wiener-Darrell Kaboom Diacnik" Mk. 1。一個全身紅色的青少年機器人，頭上的綠色透明玻璃中有一顆腦袋，邪門博士的兒子。要攻擊時可以變大，變形。在第一季结尾背叛邪門博士接手盒頭，成為公司的新老板。
太子（Sheriff R.A.Y.M.O.N.D. "Raymond" Mk. 1）
配音：Robbie Daymond
英雄等級：-4
全名R.A.Y.M.O.N.D. "Raymond Diacnik" Mk. 1。一個全身綠色的男性青少年人模型R.A.Y.M.O.N.D.系列機器人，頭部呈三角型，盒頭勳爵的兒子，主要使用運動裝備進行戰鬥，非常喜歡玫瑰。與其他兄弟姐妹相比實力較強。
"Plaza Prom" 中因其性格喜歡炫耀而無法抵抗參加派對。
儘管他們性格陰險，但他們表現出關心某些人和事。 如珊儂出現故障並且愛上了拉德，太子表現出自己為珊儂幸福著想。並且儘管遭受了盒頭勳爵的虐待，還是對他們的創造者表現出如父子的關心。
OK M. Boxman, Jr.
配音： Jim Cummings
英雄等級：???
邪門博士因為機器人身體部位孩子們失敗太多而製作的機器人兒子，使用了毒液教授給予的邪惡晶片以運作。

## 其他角色
神拳朱迪（Punching Judy）
配音： Melissa Villaseñor
英雄等級： 3
一位綠色頭髮的女拳擊手。曾經擔任K.O.保母。
"Gar Trains Punching Judy"中提到她相當祟拜格先生，以及他來自神拳家族，全家族都長了一雙強壯拳擊手臂。
赤紅行動（Red Action）
配音： Kali Hawk
英雄等級： 4
來自未來的機器人少女。平常和她的朋友核果子和格雷格一起閒逛，嘲笑人們。
未來世界的英雄戰隊"Hue Troop"成員。
核果子（Drupe）
配音： Melissa Villaseñor
英雄等級： 0
赤红行动身邊的一個草莓人，喜歡以嘲笑別人來隱藏自己的缺點。非常喜歡赤红行动。
「You're Everybody's Sidekick,」中透露有一個時尚博客，K.O.幫助她獲得曝光度，但為保持聲望而不肯感謝K.O.。其實內心深處相當尊重K.O.。
跟格雷格從小就認識。
格雷格（Gregg）
配音： Ian Jones-Quartey
英雄等級： 0
赤红行动身邊的一個鳥人，平常不會說話，由赤红行动或核果子代為回應。
「You're Everybody's Sidekick,」中透露自己缺乏自信，羞於表露自己的英雄夢想。與他的朋友不同，他非常感謝K.O.的幫忙。
跟核果子從小就認識。
木乃伊女士（Miss Mummy）
配音：Ashly Burch
英雄等級：5
全名Baby Sphinxen-Mummy。一個可愛的女性木乃伊，住在酒窖的後面。 她喜歡住在那裡是因為她可以使用那裡的所有商品，當中衛生紙對她來說就像挑選一件衣服。每個人似乎都忘記了她居住在酒窖。
她的母親被證明是一個帶尾巴的棕色皮膚女士，暗示她自己的外表其實只是一種裝扮風格。
捲餅比爾多（Burrito Beardo）
配音： David Herman
英雄等級： 1
來自Goblin Country的妖精。用明顯的歐洲口音講話，並在Lakewood Plaza Turbo開著一台捲餅卡車。 廣場的居民認為因為他是外國人所以比較了解外國事物。
由於使用材料問題，他製作的食物都具有有趣的效果。

## 客串角色
地球超人（Captain Planet）
「The Power Is Yours!」的客串角色，地球超人的主角。
夸美（Kwame）
「The Power Is Yours!」的客串角色，擁有能操控土地及岩石的戒指，「地球衛士」的成員之一。
為尋找同伴的接班人而來到Lakewood Plaza Turbo購物中心。
音速小子索尼克（Sonic）
出現於聯動客串集數「Let's Meet Sonic」中，協助 K.O. 對抗邪門博士。
塔爾斯（Tails）
出現於聯動客串集數「Let's Meet Sonic」中，協助 K.O. 對抗邪門博士。
田小班（Ben 10）
為《Ben 10 再顯神威》的主角，登場於客串集數「異界英雄讚」。
大紅寶（Garnet）
為《神臍小捲毛》的角色，登場於客串集數「異界英雄讚」。
酷姬（Raven）
為《少年悍將GO！》的角色，登場於客串集數「異界英雄讚」。

## 節目製作
時任卡通頻道首席羅伯·索爾徹（Rob Sorcher）表示在過去接受采訪時曾多次暗示推廣《OK K.O.英雄讚》。
該作品共3季（共112集）。
縱使該作品已經完結，卻也在卡通頻道動畫部門遭遇人員裁撤時，同《來自地球的艾列德》為其中遭到官方下架的動畫作品之一。

## 各地播放
2017年8月1日，在美國卡通頻道首播，
2017年8月1日，在加拿大首映。
2017年8月7日，於姊妹頻道迴旋鏢（Boomerang）上播出。
2018年1月27日在台灣首播，並且在當時上架於台灣串流平台 CATCHPLAY+的《HBO GO》專區。（目前已經下架）
2018年9月26日中國譯作《OK K.O.! 一起成為英雄吧》，於由騰訊視頻播出。（目前已經下架）

## 遊戲
OK K.O.! Lakewood Plaza Turbo是一款由Android
和iOS於2016年2月4日推出的手機遊戲。
Capybara Games是一款在PlayStation 4，Xbox One和Windows上推出的遊戲，於2017年發布。

## 外部連結
- OK K.O.! Let's Be Heroes（页面存档备份，存于） at Cartoon Network
- 互联网电影数据库（IMDb）上《OK K.O.!》的资料（英文）
- OK K.O.! Let's Be Heroes (official)的Tumblr